# Jastrzębia (Radom)
Pour les articles homonymes, voir Jastrzębia.
Jastrzębia (prononciation : [jasˈtʂɛmbja]) est un village polonais de la gmina de Jastrzębia dans le powiat de Radom de la voïvodie de Mazovie dans le centre-est de la Pologne.
Le village est le siège administratif (chef-lieu) de la gmina appelée gmina de Jastrzębia.
Il se situe à environ 13 km au nord-est de Radom (siège du powiat) et à 82 km au sud de Varsovie (capitale de la Pologne).
Le village compte approximativement une population de 1 011 habitants en 2006.

## Histoire
De 1975 à 1998, le village appartenait administrativement à la voïvodie de Radom.